# Хаджибеков, Артём Александрович
Артём Александрович Хаджибеков (родился 20 апреля 1970 года в Обнинске, Калужская область, СССР) — член сборной России по пулевой стрельбе в винтовочных упражнениях. Многократный чемпион России (1995—2007). Олимпийский чемпион 1996 года, Атланта. Заслуженный мастер спорта России.

## Биография
Выходец из спортивной семьи, любовь к спортивной стрельбе ему привил отец, мастер спорта СССР по пулевой стрельбе А. Я. Хаджибеков. С 1979 года в Обнинске проводятся ежегодные традиционные турниры по пулевой стрельбе памяти МС СССР Александра Яковлевича Хаджибекова.
В сборной России с 1993 года. В сентябре 2001 года в знак протеста против руководства стрелкового союза России прекратил спортивную карьеру, однако, в мае 2002 года, после смены президента союза и последовавших перемен в лучшую сторону, вернулся в большой спорт. Принимал участие в пяти летних Олимпийских играх.
Окончил Воронежский государственный институт физической культуры.
Является ведущим конструктором-инженером стрелкового тренажёра «Скатт».

## Спортивные достижения
- В 1996 году выиграл золото на Олимпиаде в Атланте.
- В 2000 году занял 2-е место на Сиднейской Олимпиаде.
- В 2004 году занял 5-е место на Олимпиаде в Афинах.
- В 2008 году занял 13-е место на Олимпийских играх в Пекине
- В 1998-2002, 2006 годах становился чемпионом мира в личном и командном зачете.
- В 1994, 1998 и 2002 году занимал 3-е место на чемпионатах мира.
- В 1990 году выиграл Первенство Европы.
- В 1995, 1997-1999, 2001, 2003 годах становился победителем чемпионата Европы.
- В период с 1994 по 2004 год занимал 1-е место в чемпионате России.
- В 2008 году стал 2-м в чемпионате Москвы.

## Награды
- Орден Дружбы (1997)
- Медаль ордена «За заслуги перед Отечеством» II степени (2001)